# Mesnil-Raoul
Mesnil-Raoul település Franciaországban, Seine-Maritime megyében. Lakosainak száma 1210 fő (2022. január 1.). Mesnil-Raoul Bourg-Beaudouin, Fresne-le-Plan, Montmain és La Neuville-Chant-d’Oisel községekkel határos.

## Népesség
A település népességének változása:
| Lakosok száma | 903  | 955  | 996  | 1024 | 1058 | 1090 | 1126 | 1171 | 1210 |
|               | 2013 | 2015 | 2016 | 2017 | 2018 | 2019 | 2020 | 2021 | 2022 |